# Граф де Гарсиэс
Граф де Гарсиэс — испанский дворянский титул. Он был создан 19 августа 1617 года королем Испании Филиппом III для Фернандо де Кесады и Уртадо де Мендосы, кавалера Ордена Сантьяго, сеньора де Гарсиэс, Санто-Томе, Дона-Ибаньеса и Бухады, сына 11-го сеньора де Гарсиэс.
Название графского титула происходит от названия деревни Гарсиэс, провинция Хаэн, автономное сообщество Андалусия (в настоящее время часть муниципалитета Бедмар-и-Гарсиэс).

## Графы де Гарсиэс
- Фернандо де Кесада-и-Уртадо де Мендоса (? — ?), 1-й граф де Гарсиэс, виконт де Санто-Томе. Сын Педро де Кесады-и-Бенавидеса, 11-го сеньора де Гарсиэс, и Марианны Уртадо де Мендосы-и-Суарес де Зуазола, сеньоры де ла Бухада.
  - Супруга — Анна Базан-и-Манрике (? — 1659), дочь Альваро де Базана-и-Бенавидеса, 2-го маркиза де Санта-Крус-де-Мудела-и-де Висо, и Гиомар Манрике де Лара. Ему наследовал его племянник:
- Педро Хуан де Кесада-и-Сальседо (? — ?), 2-й граф де Гарсиэс, виконт де Санто-Томе. Сын Энрике де Кесады-и-Уртадо де Мендосы (? — 1651) и Леонор Марии де Сальседо Манрике.
  - Супруга — Изабель Мария Фернандес дель Кампо-и-Сальватьерра (? — 1660), дочь Педро Фернандеса дель Кампо-и-Фернандеса де Ангуло и Терезы де Сальватьерры-и-Бласко. Ему наследовал его внук:
- Мигель Херонимо Понсе де Леон-и-Кесада (1696—1771), 3-й граф де Гарсиэс, виконт де Санто-Томе. Сын Луиса Родриго Понсе де Леона-и-Месия, сеньора де ла Торрес, Леонор де Кесады Фернандес дель Кампо.
  - Супруга — Анхела Дионисия де Баэса-и-Висентело (1703—1766), дочь Луиса Игнасио де Баэсы Манрике де Лары-и-Мендосы, 3-го маркиза де Кастромонте, и Марии Терезы Висентело де Лека-и-Сильва. Ему наследовал их сын:
- Хоакин Лоренсо Понсе де Леон-и-Баэса (1731—1807), 4-й граф де Гарсиэс, маркиз дель Агила, маркиз де Монтемайор, маркиз де Кастромонте.
  - Супруга — Мария Хосефа Давила, 3-я герцогиня де Монтемар, дочь Хосефа Лоренсо Давилы, 3-го графа де Валермосо, и Марии Магдалены Каррильо де Альборноса, 2-го герцога де Монтемар.
  - Супруга — Мария де лас Мерседес Бельвис де Монкада-и-Писарро, дочь Паскуаля Бенито Бельвиса де Монкады-и-Ибаньеса де Сеговия, 15-го маркиза де Мондехар, и Флоренсии Доминги Антонии Писарро-и-Эррера, 3-й маркизы де Сан-Хуан-де-Пьедрас-Альбас. Ему наследовал его младший брат:
- Педро Понсе де Леон-и-Баэса (? — ?), 5-й граф де Гарсиэс, 8-й граф де Кантильяна.
  - Супруга — Мария Хосефа Букарелли-и-Букарелли (1764—1831), дочь Николаса Мануэля Букарелли-и-Урсуа, виконта де Урсуа, и Хуаны Антонии Букарелли-и-Баэсы, 4-й маркизы де Валермосо. Ему наследовал их сын:
- Хуан Антонио Понсе де Леон-и-Букарелли[исп.] (1790 — 7 декабря 1861), 6-й граф де Гарсиэс.
  - Супруга — Луиза Каро-и-Марадиага, дочь Хуана Каро Лосельи и Марии де ла Консоласьон Марадиага-и-Галиндо. Ему наследовал их старший сын:
- Хуан Антонио Понсе де Леон-и-Каро (1820 — ?), 7-й граф де Гарсиэс, 10-й граф де Кантильяна. Ему наследовал его младший брат:
- Рамон Понсе де Леон-и-Каро (? — ?), 8-й граф де Гарсиэс, 11-й граф де Кантильяна.
- Мария дель Кармен Понсе де Леон-и-Карвахаль (1780—1813), 9-я маркиза де Кастромонте, 5-я герцогиня де Монтемар, 9-я графиня де Гарсиэс. Дочь Антонио Марии Понсе де Леона Давилы-и-Каррильо де Альброноса (1757—1826), 8-го маркиза де Кастромонте, и Марии Луизы де Карвахаль-и-Гонзага, герцогини де Монтемар.
  - Супруг — Висенте Феррер Осорио де Москосо-и-Альварес де Толедо (1778—1837), 16-й герцог де Македа, 9-й герцог де Медина-де-лас-Торрес. Ей наследовал их сын:
- Висенте Пио Осорио де Москосо-и-Понсе де Леон (1801—1864), 10-й граф де Гарсиэс, 17-й герцог де Македа, 10-й герцог де Медина-де-лас-Торрес.
  - Супруга — Мария Луиза де Карвахаль-и-де Керальт (1804—1843), дочь Хосе Мигеля де Карвахаля Варгаса-и-Манрике де Лары, 2-го герцога де Сан-Карлос, вице-короля Наварры, и Марии Эулалии де Керальт-и-Сильвы. Титул наследовала его правнучка:
- Мария Рафаэла Осорио де Москосо-и-Лопес (1893—1982), 11-я графиня де Гарсиэс, 3-я герцогиня де Терранова и 19-я маркиза де Поса. Дочь Альфонсо Осорио де Москосо-и-Осорио де Москосо (1875—1901), 15-го герцога де Сесса, и Марии Изабель Лопес Ансо-и-Хименес де Эмбун, 3-й баронессы да Ойоса, внучка Фернандо Осорио де Москосо-и-Фернандес де Кордовы и Марии Эулалии Осорио де Москосо-и-Карвахаль, 10-й герцогини де Медина-де-лас-Торрес.
  - Супруг — Антонио Пласидо де ла Сьерва-и-Левита (1885—1971), 2-й граф де Бальобар, сын Пласидо де ла Сьервы-и-Нуэво и Луизы Фернанды Саломе Сары Левиты.
- Рафаэль де ла Сьерва-и-Осорио де Москосо (1927—2009), 12-й граф де Гарсиэс, 12-й маркиз де Майрена, 15-й граф де Арзаркольяр. Ему наследовал его сын:
- Фернандо де ла Сьерва-и-Гарсия-Бермудес, 13-й граф де Гарсиэс.